# Lista över svenska fältmarskalkar
Denna lista över svenska fältmarskalkar behandlar de totalt 75 fältmarskalkar som utsetts i Sverige, från 1609 till 1824. Inledningsvis var fältmarskalken befälhavare för rytteriet och blev först den främsta militära graden i Sverige under det tidiga 1600-talet, i synnerhet efter att Jakob Pontusson de la Gardie erhållit graden. Nedan finns en lista över dessa.

## Lista över svenska fältmarskalkar
| Namn                                    | Levnadsår | Utnämnd till fältmarskalk | Utvärdering av Jan von Konow     | Bild |
| --------------------------------------- | --------- | ------------------------- | -------------------------------- | ---- |
| Jakob Pontusson De la Gardie            | 1583-1652 | 1609                      | Nästan toppskikt                 |      |
| Evert Horn af Kanckas                   | 1585-1615 | 23 juli 1613              | Nära toppskikt                   |      |
| Jesper Mattson Cruus af Edeby           | 1577-1622 | 27 augusti 1615           | Mycket skicklig                  |      |
| Carl Carlsson Gyllenhielm               | 1574-1650 | 18 juni 1616              | Mycket skicklig                  |      |
| Herman Wrangel af Salmis                | 1584-1643 | 12 juli 1621              | Mycket skicklig                  |      |
| Gustaf Carlsson Horn af Björneborg      | 1592-1657 | 28 april 1628             | Toppskikt                        |      |
| Åke Henriksson Tott                     | 1598-1640 | 26 november 1631          | Nära toppskikt                   |      |
| Dodo zu Innhausen und Knyphausen        | 1583-1636 | 1633                      | Mycket skicklig (dock försiktig) |      |
| Johan Banér                             | 1596-1641 | Februari 1634             | Toppskikt                        |      |
| Alexander Leslie                        | 1580-1661 | 9 februari 1636           | Mycket skicklig                  |      |
| Lennart Torstenson                      | 1603-1651 | 31 augusti 1641           | Toppskikt                        |      |
| Carl Gustaf Wrangel af Salmis           | 1613-1676 | 1646                      | Toppskikt                        |      |
| Lars Kagg                               | 1595-1661 | 29 februari 1648          | Mycket skicklig                  |      |
| Arvid Wittenberg                        | 1606-1657 | 2 april 1655              | Nära toppskikt                   |      |
| Hans Christoff von Königsmarck          | 1600-1663 | 14 april 1655             | Mycket skicklig                  |      |
| Gustaf Adolf Lewenhaupt                 | 1619-1656 | 14 april 1655             | Mycket skicklig                  |      |
| Gustaf Otto Stenbock                    | 1614-1685 | 28 juni 1656              | Mycket skicklig                  |      |
| Axel Lillie                             | 1603-1662 | 20 februari 1657          | Mycket skicklig                  |      |
| Robert Douglas                          | 1611-1662 | 13 maj 1657               | Mycket skicklig                  |      |
| Gustaf Evertsson Horn                   | 1614-1666 | 31 mars 1663              | Mycket skicklig                  |      |
| Gustaf Persson Banér                    | 1618-1689 | 31 mars 1663              | Mycket skicklig                  |      |
| Carl Mauritz Lewenhaupt                 | 1620-1666 | 25 juli 1665              | Mycket skicklig                  |      |
| Clas Åkesson Tott d.y.                  | 1630-1674 | 26 juli 1665              | Mycket skicklig                  |      |
| Lorens von der Linde                    | 1610-1670 | 26 juli 1665              | Mycket skicklig                  |      |
| Henrik Horn af Marienborg               | 1618-1693 | 27 juli 1665              | Mycket skicklig                  |      |
| Christoff Delphicus zu Dohna            | 1628-1668 | 20 oktober 1666           | Mycket skicklig                  |      |
| Simon Grundel-Helmfelt                  | 1617-1677 | 26 augusti 1668           | Mycket skicklig                  |      |
| Krister Klasson Horn                    | 1622-1692 | 18 december 1672          | Mycket skicklig                  |      |
| Conrad Mardefelt                        | 1610-1688 | 18 maj 1675               | Mycket skicklig                  |      |
| Fabian von Fersen                       | 1626-1677 | 6 oktober 1675            | Mycket skicklig                  |      |
| Otto Wilhelm von Königsmarck            | 1639-1688 | 13 oktober 1675           | Mycket skicklig                  |      |
| Bengt Horn                              | 1623-1678 | 3 augusti 1677            | Mycket skicklig                  |      |
| Rutger von Ascheberg                    | 1621-1693 | 10 november 1678          | Nära toppskikt                   |      |
| Nils Bielke                             | 1644-1716 | 15 maj 1690               | Mycket skicklig                  |      |
| Göran Sperling                          | 1630-1691 | 1 juni 1690               | Mycket skicklig                  |      |
| Jacob Johan Hastfer                     | 1647-1695 | 1 juni 1690               | Mycket skicklig                  |      |
| Axel Wachtmeister                       | 1643-1699 | 1693                      | Mycket skicklig                  |      |
| Erik Dahlbergh                          | 1625-1703 | 12 juli 1693              | Nära toppskikt                   |      |
| Otto Wilhelm von Fersen                 | 1623-1703 | 12 september 1693         | Mycket skicklig                  |      |
| Jurgen Mellin                           | 1633-1713 | 28 August 1696            | Mycket skicklig                  |      |
| Carl Gustaf Rehnskiöld                  | 1651-1722 | 21 juni 1706              | Toppskikt                        |      |
| Nils Karlsson Gyllenstierna af Fogelvik | 1648-1720 | 30 november 1709          | Mycket skicklig                  |      |
| Magnus Stenbock                         | 1665-1717 | 28 januari 1713           | Toppskikt                        |      |
| Carl Mörner af Morlanda                 | 1658-1721 | 1 januari 1717            | Nära toppskikt                   |      |
| Carl Gustaf Örnestedt                   | 1669-1742 | 17 juni 1719              | Mycket skicklig                  |      |
| Carl Gustaf Dücker                      | 1663-1732 | 19 juni 1719              | Mycket skicklig                  |      |
| Gustaf Adam Taube                       | 1673-1732 | 19 juni 1719              | Mycket skicklig                  |      |
| Erik Sparre af Sundby                   | 1665-1726 | 14 december 1719          | Mycket skicklig                  |      |
| Axel Sparre                             | 1652-1728 | 3 januari 1721            | Mycket skicklig                  |      |
| Berndt Otto Stackelberg d.ä.            | 1662-1734 | 11 juli 1727              | Medelmåtta                       |      |
| Hugo Johan Hamilton                     | 1668-1748 | 16 december 1734          | Medelmåtta                       |      |
| Göran Silfverhielm                      | 1681-1737 | 18 december 1734          | Medelmåtta                       |      |
| Johan Christoffer von Düring            | 1695-1759 | 16 april 1751             | Medelmåtta                       |      |
| Mattias Alexander von Ungern-Sternberg  | 1689-1763 | 7 november 1753           | Medelmåtta                       |      |
| Carl Henrik Wrangel                     | 1681-1755 | 14 januari 1754           | Medelmåtta                       |      |
| Georg Bogislaus Staël von Holstein      | 1685-1763 | 1757                      | Titulärmarskalk                  |      |
| Gotthard Wilhelm Marcks von Würtenberg  | 1688-1778 | 1 mars 1763               | Titulärmarskalk                  |      |
| Gustaf David Hamilton                   | 1699-1788 | 18 december 1765          | Medelmåtta                       |      |
| Fredrik Axel von Fersen                 | 1719-1794 | 12 januari 1770           | Titulärmarskalk                  |      |
| Augustin Ehrensvärd                     | 1710-1772 | 14 september 1772         | Nära toppskikt                   |      |
| Fredrik Vilhelm von Hessenstein         | 1735-1808 | 25 januari 1773           | Titulärmarskalk                  |      |
| Samuel Gustaf Stierneld                 | 1700-1775 | 25 januari 1773           | Titulärmarskalk                  |      |
| Gabriel Spens                           | 1712-1781 | 16 oktober 1776           | Titulärmarskalk                  |      |
| Berndt Otto Stackelberg d.y.            | 1703-1787 | 27 februari 1778          | Medelmåtta                       |      |
| Per Scheffer                            | 1718-1790 | 27 december 1778          | Titulärmarskalk                  |      |
| Johan August Meijerfeldt d.y.           | 1725-1800 | 21 augusti 1790           | Medelmåtta                       |      |
| Fredrik Adolf                           | 1750-1803 | 15 februari 1792          | Titulärmarskalk                  |      |
| Philip von Platen                       | 1732-1805 | 16 november 1799          | Medelmåtta                       |      |
| Johan Christopher Toll                  | 1743-1817 | 25 september 1807         | Medelmåtta                       |      |
| Wilhelm Mauritz Klingspor               | 1744-1814 | 9 maj 1808                | Titulärmarskalk                  |      |
| Curt von Stedingk                       | 1746-1837 | 12 mars 1811              | Skicklig                         |      |
| Hans Henric von Essen                   | 1755-1824 | 12 mars 1811              | Skicklig                         |      |
| Fabian Wrede                            | 1760-1824 | 4 juni 1816               | Skicklig                         |      |
| Carl Carlsson Mörner af Tuna            | 1755-1821 | 30 juli 1816              | Skicklig                         |      |
| Johan August Sandels                    | 1764-1831 | 2 november 1824           | Skicklig                         |      |

Utvärdering av Jan von Konow
- Toppskikt. Allra främst kan urskiljas en fåtalig elit av fältherrar i ordets sannaste mening. Kännetecknande för dem är att var och en har haft självständigt befäl över en truppstyrka av minst en armés storlek och vunnit betydande segrar.
- Nästan toppskikt. Deras insatser var emellertid, trots allt, av en ringare omfattning, och deras styrkors begränsade numerär gjorde den operativa ledningen mindre komplicerad.
- Nära toppskikt, mycket skicklig, skicklig och medelmåttor är ytterligare gradering.
- Titulärmarskalk. Fredrik Vilhelm von Hessenstein illegitim son till kung Fredrik I. Tolv år gammal utnämndes han till överste och regementchef, vid 21 års ålder blev han generalmajor.